# Jason Schneider
Jason Schneider (* um 1990 in Frankfurt am Main) ist ein deutscher Jazzmusiker (Trompete, Flügelhorn, auch Gesang, Komposition).

## Leben und Wirken
Schneider wuchs in Frankfurt-Praunheim auf; durch seinen Vater Matthias O. Schneider, Musikwissenschaftler mit dem Schwerpunkt Alte Musik und Initiator des Frankfurter Renaissance Ensembles, erhielt er mit vier Jahren ersten Gitarrenunterricht. Später kam klassische Trompete hinzu.  Als Gymnasiast bildete er auf der Bettinaschule mit anderen Musikern eine Schul-Jazzband. Er war Preisträger bei Jugend musiziert, Jugend jazzt und bei Jeunesses Musicales. Er gründete mit Flowarea eine Funkband und spielte bei weiteren Bands wie Kokonino Kounty, Gastone und Mate Power. Während seines Studiums bei Axel Schlosser war er im Landesjugendjazzorchester Hessen tätig.
Schneider arbeitete dann als Solist oder als Satzspieler mit Aloe Blacc, Rolf Stahlhofen & den Söhnen Mannheims, Ralf Gustke, Keith Copeland, Ack van Rooyen, Bob Mintzer, Herb Geller sowie Claudio Roditi. Mit seiner Band The J|Sound Project erhielt er 2015 das „Frankfurter Jazzstipendium“; mit dieser Gruppe veröffentlichte er zwei Alben. Ein weiteres eigenes Projekt ist die siebenköpfige Funkband The Argosonics. Auf Konzertreisen tourte er durch Kanada, Brasilien, Nicaragua, Norwegen, Litauen, Russland, Rumänien, Israel, Nahost- und Südostasien. Er ist auch auf dem Album Return Flight mit dem Max Clouth Clan zu hören.

## Diskographische Hinweise
- The J-Sound Project (Unit Records 2016, mit Yuriy Sych, Ivan Habernal, Uli Schiffelholz, sowie Michael Schreiner)
- J-Sound Loose Tongue (L+R Records 2020, mit Yuriy Sych, Ivan Habernal, Uli Schiffelholz)[3]